# Údolí Shenandoah
Údolí Shenandoah (anglicky Shenandoah Valley) je údolí na západě Virginie a v Západní Virginii ve Spojených státech amerických. Na východě je ohraničeno hřbetem Blue Ridge Mountains (kde je také národní park Shenandoah), na východě
částí Appalačského pohoří zvanou Ridge-and-Valley, na severu řekou Potomac a na jihu řekou James. Zároveň se jedná také o stejnojmenný kulturní region, který toto údolí přesahuje směrem na jih a západ.
Své jméno nese podle řeky Shenandoah, jejíž název pochází od Indiánů a jehož význam není jasný.

## Historie
Za americké občanské války se v údolí odehrála řada tažení a bitev mezi armádami Severu a Jihu, vojenské velitelské mistrovství zde zejména prokázal konfederační generál "Stonewall" Jackson během kampaně v roce 1862.